# Ava Kolker
Ava Grace Kolker (Los Angeles, 2006. december 5. –) amerikai színésznő.
Legismertebb alakítása Olive Rozalski a 2019-től futó Sydney és Max című sorozatban. A Riley a nagyvilágban című sorozatban is szerepelt.

## Ifjúkora
Kolker Kaliforniában született. Három testvére van, köztük Lexy Kolker, aki szintén színésznő.

## Pályafutása
2011-ben kezdett el színészkedni, az első szerepe az Amerikai Horror Story: A gyilkos ház című televíziós horrorsorozat volt. Egy évvel később, a Kutyabaj filmben szerepelt.
2013-ban ő alakította Lily a Horrorra akadva 5. filmben. Majd ugyanebben az évben szerepelt A Cate McCall-per című drámai filmben, mint Augie. 2014-ben Heather-t alakította a Miss Meadows című thrillerben.
Olyan sorozatokban vendégszerepelt, mint például az Így neveld a faterod, a Sam és Cat és a Feketék fehéren. 2015-ben szerepelt a Disney Channel vígjáték sorozatában a Riley a nagyvilágban.  A szerepért Young Artist Award jelölést kapott.
2017-ben vendégszerepelt a White Famous című vígjátéksorozatban és A S.H.I.E.L.D. ügynökei szuperhős sorozat. 2018-ban megkapta a főszerepet a Disney Channeles Sydney és Max sorozatban. Ugyanebben az évben Young Elise Rainierként szerepelt az Insidious – Az utolsó kulcs című filmben.

## Filmográfia

### Film
| Év   | Magyar cím                  | Eredeti cím                    | Szerep                 | Magyar hang      |
| ---- | --------------------------- | ------------------------------ | ---------------------- | ---------------- |
| 2019 | A hercegnő és a hét törpe   | Red Shoes and the Seven Dwarfs | medve (hang)           | Engel-Iván Lili  |
| 2018 |                             | A Fairy's Game                 | Aeloo                  |                  |
| 2018 | Insidious – Az utolsó kulcs | Insidious: The Last Key        | Elise Rainier fiatalon | Tancsik Dorottya |
| 2016 |                             | Sister Cities                  | Austin fiatalon        |                  |
| 2016 |                             | Message from the King          | Boot                   |                  |
| 2016 |                             | The Axe Murders of Villisca    | Ingrid                 |                  |
| 2014 |                             | Miss Meadows                   | Heather                |                  |
| 2013 | A Cate McCall-per           | The Trials of Cate McCall      | Augie                  | Koller Virág     |
| 2013 | Horrorra akadva 5.          | Scary Movie 5                  | Lily                   |                  |
| 2012 | Kutyabaj                    | Golden Winter                  | Marybeth Geitzen       |                  |

### Televízió
| Év        | Magyar cím                           | Eredeti cím                      | Szerep          | Megjegyzések                              |
| --------- | ------------------------------------ | -------------------------------- | --------------- | ----------------------------------------- |
| 2019–     | Sydney és Max                        | Sydney to the Max                | Olive           | főszereplő magyar hangja Mayer Szonja     |
| 2018      | A S.H.I.E.L.D. ügynökei              | Agents of S.H.I.E.L.D.           | Robin 12 évesen | 1 epizód: The Last Day                    |
| 2017      |                                      | White Famous                     | Maddie          | 1 epizód: Life on Mars                    |
| 2014–2017 | Riley a nagyvilágban                 | Girl Meets World                 | Ava Morgenstern | mellékszereplő magyar hangja Jelinek Éva  |
| 2016      |                                      | Rachel Dratch's Late Night Snack | önmaga          | 1 epizód: Sex, Drugs, and Fairytales      |
| 2015      | Feketék fehéren                      | Black-ish                        | kislány         | 1 epizód: The Word                        |
| 2014      | Sam és Cat                           | Sam & Cat                        | Romy            | 1 epizód: A csoda ATM                     |
| 2013      | Így neveld a faterod                 | Dads                             | kislány         | 1 epizód: The Glitch That Stole Christmas |
| 2011      | Amerikai Horror Story: A gyilkos ház | American Horror Story            | Három éves lány | 1 epizód: Ijesztő kislány                 |